# Nemum megastachyum
Nemum megastachyum là loài thực vật có hoa trong họ Cói. Loài này được (Cherm.) J.Raynal mô tả khoa học đầu tiên năm 1973.